# حوض أمامي

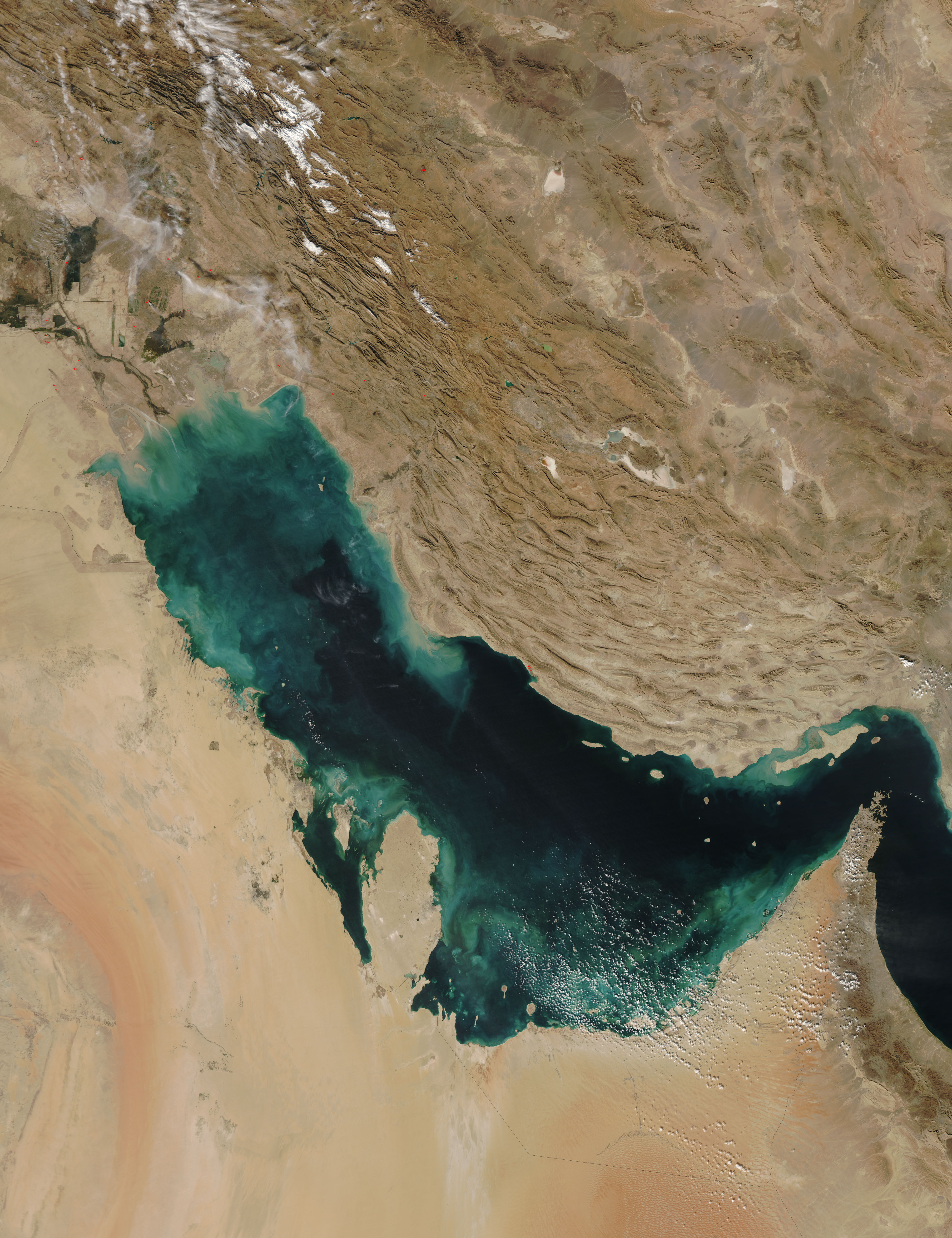
الخليج العربي الموازي لجبال زاجروس مثالاً عن الحوض الأمامي.

حوض الأرض الأمامية أو الحوض الأمامي (بالإنجليزية: Foreland basin)، هو حوض بنيوي يتطور بجوار الحزام الجبلي ويوازيه . تتشكل الأحواض الأمامية لأن الكتلة الهائلة الناتجة عن سماكة القشرة المرتبطة بتطور الحزام الجبلي تتسبب في انحناء الغلاف الصخري، من خلال عملية تعرف باسم ثني الغلاف الصخري. يتم تحديد عرض وعمق الحوض الأمامي عن طريق الصلابة المرنة في الغلاف الصخري الكامن وخصائص الحزام الجبلي. يستقبل الحوض الأمامي الرواسب التي تآكلت من الحزام الجبلي المجاور، مملوءة بتواليات رسوبية سميكة تنحرف عن الحزام الجبلي. تمثل الأحواض الأمامية نوعًا من أحواض الأعضاء، والأخرى هي أحواض صدع . يتم توفير مساحة للرواسب (مساحة الإيواء) عن طريق التحميل والأسفل في تكوين أحواض أرضية، على النقيض من أحواض الصدع، حيث يتم إنشاء مساحة الإقامة عن طريق تمديد الغلاف الصخري.